# Dere vittata
Dere vittata là một loài bọ cánh cứng trong họ Cerambycidae.